# Алякринский, Алексей Александрович
Алексе́й Алекса́ндрович Аля́кринский (род. 22 ноября 1976, Москва) — российский футболист.
Выступал в Высшей лиге России в 2000—2001 гг. за клуб «Черноморец» (Новороссийск). Всего в Высшей лиге провёл 32 игры, в турнире дублёров — 5 игр, в Первом дивизионе — 80 игр, во Втором дивизионе — 200 игр, в Третьей лиге — 124 игры. Участвовал в составе «Черноморца» в двух матчах Кубка УЕФА 2001/02 против испанской «Валенсии». В различных стадиях Кубка России провёл 11 игр.
Победитель зоны «Центр» Второго дивизиона 2004 года в составе воронежского «Факела». Признан лучшим защитником зоны «Центр» Второго дивизиона сезона-2004.